# Lee, el agente de libertad condicional
Lee, el agente de libertad condicional (en hangul, 가석방 심사관 이한신; romanización revisada, Gaseokbang simsagwan ihansin; literalmente, «Examinador de libertad condicional Lee Han-shin») es una serie de televisión surcoreana escrita por Park Chi-hyung, dirigida por Yoon Sang-ho, y protagonizada por Go Soo, Kwon Yu-ri, Baek Ji-won y Lee Hak-joo. Se emitió por el canal tvN desde el 18 de noviembre hasta el 24 de diciembre de 2024, en horario de lunes y martes a las 20:50 (hora local coreana). También está disponible en la plataforma Viki para más de 190 países.

## Sinopsis
Lee Han-shin es un antiguo abogado que se ha convertido en agente de libertad condicional, y se dedica a evitar que los reclusos abusen del sistema de libertad condicional recurriendo al dinero, a contactos o falsedades. En cambio, se muestra compasivo con aquellos que están injustamente presos. Durante su labor tiene que enfrentarse a Ji Myeong-seob, el heredero de una acaudalada familia chaebol que cree estar por encima de la ley, y se asocia con la detective estrella An Seo-yoon y la legendaria prestamista Choi Hwa-ran.

## Reparto

### Protagonistas
- Go Soo como Lee Han-shin, un juez de libertad condicional de principios férreos que detiene a los malos que usan dinero y conexiones para salir de prisión.[1][2][3]

- Kwon Yu-ri como Ahn Seo-yoon, una brillante detective de la universidad de Gwangsu que demuestra una habilidad excepcional en su trabajo, con su extraordinario ojo para los detalles y un fuerte sentido de la responsabilidad.[1][4][5]

- Baek Ji-won como Choi Hwa-ran, otra socia que trabaja con Lee Han-shin. Es una leyenda en la industria de los usureros que ayuda a Lee Han-shin a recuperar el dinero que le debe.[1][6]

- Lee Hak-joo como Ji Myeong-seob, un arrogante chaebol de segunda generación que debe ser detenido por Lee Han-shin pero que no le teme a nada en el mundo.[1][7][8]

### Personajes secundarios

#### Grupo Ohjeong
- Song Yeong-chang como Ji Dong-man, el padre de Ji Myeong-seob y presidente del Grupo Ohjeong, una de las principales empresas de Corea.[7]
- Kim Young-woong como Son Eung-jun, el ayudante más cercano de Ji Dong-man.[9]
- Kim Min-jae como Seo Dong-hoon, un abogado del equipo legal del grupo empresarial.[9]

#### Entorno de Han-shin
- Hwang Woo-seul-hye como Choi Won-mi, una conocida actriz que fue esposa de Ji Dong-man, y ayudó a Li Han-shin contra su exmarido.[9]
- Nam Tae-woo como Hwang Ji-soon, el gerente de la oficina de Han-shin.[9][10]
- Cho Seung-yeon como Cheon Soo-beom, exjefe de la sección de clasificación de la prisión.[9]
- Lee Do-yeop como Park Jin-cheol, jefe de la sección de clasificación de la prisión, el predecesor de Lee Han-shin, una persona de principios con una personalidad obstinada.[9]
- Ryu Tae-ho como Bae Han-seong, el director de la prisión; es un personaje realista que sabe cómo doblegarse adecuadamente ante quienes están en el poder.[11]

#### Universidad de Gwangsu
- Na Hyun-woo como Kim Joo-mok, un detective júnior de Ahn Seo-yoon.[9][12]
- Pyeon Bo-seung como Pyeon Hyung-sa.

#### Otros
- Jeong Wook como el viceministro de Justicia.[13]
- Park Jeong-hak como el agente de libertad condicional Jeong-wook, una persona fría y sensata.[14]
- Noh Seung-jin.
- Hyehwa Kim.
- Hwang Se-in como Heo Eun-ji.
- Kim Jeong-tae como un usurero que va a la funeraria para cobrar la deuda del préstamo privado del difunto.

## Producción
Lee, el agente de libertad condicional es una producción de Kortop Media para el canal tvN. El guion ganó en 2022 el gran premio del primer concurso de series KT Studio Genie, que se comprometía a realizar la obra ganadora. Park Chi-hyung, que firma el guion, se documentó antes de escribirlo entrevistándose con agentes de libertad condicional, guardias de prisiones y abogados con experiencia en este tema. El director es Yoon Sang-ho, quien también dirigió en 2020 Creador de Reyes: el cambio del destino, en 2021 River Where the Moon Rises, y en 2022 Curtain Call y Jinx's Lover.
En noviembre de 2023 se anunció que la actriz Kwon Yu-ri protagonizaría la serie. En una entrevista realizada pocos días antes del estreno, declaró: «trabajé duro para aumentar mi fuerza física básica, especialmente porque tuve que hacer escenas de acción en el frío invierno, y con ese fin, gané alrededor de 7 kg».
El 26 de agosto de 2024 el equipo de producción reveló los nombres de los cuatro protagonistas. Dos días después distribuyó imágenes de la lectura del guion, y al día siguiente un «cartel del pan de la libertad condicional», que evoca el dicho de que el pan favorito de los reclusos es la libertad condicional. El 30 de septiembre anunció la fecha de estreno de la serie y publicó un cartel del personaje protagonista Lee Han-shin. El 11 de noviembre la producción se presentó en línea. 15 de noviembre se difundieron algunos fotograsmas, que muestran la primera reunión de Han-shin con sus dos aliadas.

## Audiencia
| Temporada | Temporada | Episodio número | Episodio número | Episodio número | Episodio número | Episodio número | Episodio número | Episodio número | Episodio número | Episodio número | Episodio número | Episodio número | Episodio número | Promedio |
| Temporada | Temporada | 1               | 2               | 3               | 4               | 5               | 6               | 7               | 8               | 9               | 10              | 11              | 12              | Promedio |
| --------- | --------- | --------------- | --------------- | --------------- | --------------- | --------------- | --------------- | --------------- | --------------- | --------------- | --------------- | --------------- | --------------- | -------- |
|           | 1         | 945             | 1105            | 977             | 1318            | 1084            | 1118            | 1036            | 1103            | 1258            | 1292            | 1134            | 1281            | 1138     |

| Episodio | Fecha de emisión        | Índices de audiencia (Nielsen Korea) | Índices de audiencia (Nielsen Korea) |
| Episodio | Fecha de emisión        | Nacional                             | Seúl                                 |
| --- | ----------------------- | ------------------------------------ | ------------------------------------ |
| 1 | 18 de noviembre de 2024 | 4,596 % (1.ª)                        | 4,854 % (1.ª)                        |
| 2 | 19 de noviembre de 2024 | 5,352 % (1.ª)                        | 5,311 % (1.ª)                        |
| 3 | 25 de noviembre de 2024 | 4,682 % (1.ª)                        | 4,409 % (1.ª)                        |
| 4 | 26 de noviembre de 2024 | 6,257 % (1.ª)                        | 5,892 % (1.ª)                        |
| 5 | 2 de diciembre de 2024  | 5,102 % (1.ª)                        | 4,722 % (1.ª)                        |
| 6 | 3 de diciembre de 2024  | 5,552 % (1.ª)                        | 5,514 % (1.ª)                        |
| 7 | 9 de diciembre de 2024  | 4,838 % (1.ª)                        | 4,723 % (1.ª)                        |
| 8 | 10 de diciembre de 2024 | 5,258 % (1.ª)                        | 4,958 % (1.ª)                        |
| 9 | 16 de diciembre de 2024 | 6,104 % (1.ª)                        | 5,956 % (1.ª)                        |
| 10 | 17 de diciembre de 2024 | 6,513 % (1.ª)                        | 6,032 % (1.ª)                        |
| 11 | 23 de diciembre de 2024 | 5,694 % (1.ª)                        | 5,220 % (1.ª)                        |
| 12 | 24 de diciembre de 2024 | 5,836 % (1.ª)                        | 4,803 % (1.ª)                        |
| Promedio | Promedio                | 5,482 %                              | 5,200 %                              |
| - En la tabla superior, los números azules representan las calificaciones más bajas y los números rojos representan las más altas. - Esta serie se transmite en un canal de cable/televisión de pago, que normalmente tiene una audiencia menor respecto a las emisoras de televisión públicas/gratuitas (KBS, SBS, MBC y EBS). |                         |                                      |                                      |